# Enderby (Anglia)
Enderby – wieś w Anglii, w hrabstwie Leicestershire, w dystrykcie Blaby. Leży 8 km na południowy zachód od miasta Leicester i 141 km na północny zachód od Londynu. W 2001 miejscowość liczyła 5648 mieszkańców.